# Antonino Borzì

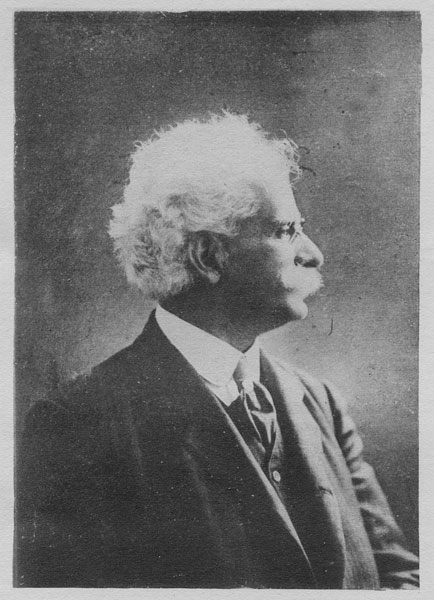
Antonino Borzì

Antonino Borzì (* 20. August 1852 in Castroreale; † 21. August 1921 in Cutigliano) war ein italienischer Botaniker. Sein offizielles botanisches Autorenkürzel lautet „Borzi“.

## Leben und Wirken
Antonino Borzì war Professor für Botanik an den Universitäten von Palermo und Messina. 1889 baute er den Botanischen Garten Messinas mit auf. Von 1892 bis 1921 war er Direktor des Botanischen Gartens Palermo.

## Ehrentaxon
Vincenzo Riccobono benannt ihm zu Ehren die Gattung Borzicactus Riccobono der Pflanzenfamilie der Kakteengewächse (Cactaceae). Weitere Gattungen, die nach ihm benannt sind, sind Borzia Cohn ex Gomont und Borzinema G.De Toni von den Algen, Borzicactella H.Johnson ex F.Ritter und Borzicereus Frič & Kreuz. von den Kakteen.

## Schriften (Auswahl)
- Studi algologici : saggio di richerche sulla biologia delle alghe. Messina, 1883–1894
- Contribuzioni alla biologia vegetale. Palermo, 1894–1909
- Compendio della flora forestale Italiana : prontuario per la sollecita determinizaione delle pianti forestali indigene all'italia ad uso degli agenti dell'amministrazione dei boschi. Messina, 1885
- Rhizomyxa: Nuovo Ficomicete: Richerche. Messina, 1884
- Le communicazioni intracellulari delle nostochinee. Messina, 1886
- Cultura delle piante da gomma elastica. Palermo, 1905
- Ricerche sulla disseminazione delle piante per mezzo di sauri. Rom, 1911
- Vita, forme, evoluzione nel Regno vegetale.  1915
- Studi sulla Flora o sulla vita delle piante in Libia, Palermo, 1917
- Problemi di filosofia botanica. Rom, 1920